# François Maspero
Pour les articles homonymes, voir Maspero.
François Maspero, né le 19 janvier 1932 dans le 16e arrondissement de Paris et mort le 12 avril 2015 dans le 11e arrondissement de Paris, est un écrivain et traducteur français. Il a également été éditeur (Éditions Maspero), libraire et directeur de revues. Il est considéré comme une « figure de la gauche de gauche » des années 1970.

## Biographie
L'adolescence de François Maspero est marquée par l'engagement de sa famille dans la Résistance. Son père, Henri Maspero, sinologue et professeur au Collège de France, est partie prenante de l'un des tout premiers réseaux de résistance, celui du « musée de l'Homme ». Il est arrêté en 1944 et meurt au camp de concentration de Buchenwald. Son frère, Jean Maspero, engagé au sein des étudiants Francs-tireurs et partisans (FTP), est tué au combat en 1944, à l'âge de 19 ans. Sa mère, Hélène Maspero-Clerc est déportée au camp de Ravensbrück mais survit. Elle est autrice d'études sur la Révolution française et du livre Un journaliste contre-révolutionnaire : Jean-Gabriel Peltier.
Son grand-père l'égyptologue Gaston Maspero, fut secrétaire perpétuel de l'Académie des inscriptions et belles-lettres.
Abandonnant très tôt des études d'ethnologie, François Maspero commence à travailler dans une librairie située rue Monsieur-le-Prince, À l'escalier. Après y avoir rencontré plusieurs militants révolutionnaires africains tels que Mário de Andrade ou Amílcar Cabral, il met à profit un héritage de sa grand-mère pour s'installer libraire, en 1955. Il fait d'abord l'acquisition de la librairie parisienne de L'Escalier, située rue Monsieur-le-Prince. Deux ans plus tard, il décide de déménager dans un local plus spacieux, et reprend une librairie dans le Quartier latin qu'il appelle La Joie de lire, 40 rue Saint-Séverin,.
Mais :

« Après 1968 La Joie de Lire doit faire face à un péril redoutable et inattendu : le “vol révolutionnaire”, pratiqué en particulier par les situationnistes qui accusent François Maspero d’être “un commerçant de la révolution”. Ces vols seront une des causes de la fermeture de la librairie en 1974. Lorsque la FNAC ouvre ses portes en 1974, La Joie de Lire est la plus importante librairie parisienne. Après les vols de certains groupes gauchistes, c’est l’extrême droite, qui attaquera la librairie à sept reprises entre septembre 1969 et mai 1970. »

 La librairie finit par fermer en 1974.
Maspero crée en 1959, en pleine guerre d'Algérie, les Éditions Maspero, engagées à gauche. L'équipe de départ est constituée, outre lui-même, par Marie-Thérèse Maugis, puis Jean-Philippe Bernigaud et Fanchita Gonzalez Batlle, rejoints ensuite par Émile Copfermann. Les éditions publient des livres traitant de la torture et des crimes de guerre en Algérie, et se trouvent confrontées à la censure du pouvoir gaulliste. L'historien Jean-Yves Mollier précise que « l'acharnement policier a coûté cher à un éditeur qui fit l'objet de dix-sept condamnations ». En 1960, il est signataire du Manifeste des 121 titré « Déclaration sur le droit à l’insoumission dans la guerre d’Algérie ».
Maspero se consacre à l'édition jusqu'au début des années 1980. En 1978, il fonde la revue L'Alternative, qu'il dirigera jusqu'en 1984, pour donner la parole aux « dissidents » des pays du « socialisme réel ».
En 1982, après une nouvelle période difficile, il décide de passer la main à une nouvelle équipe dirigée par François Gèze. Il démissionne sans indemnités et cède ses parts à ce dernier pour un franc symbolique. À cinquante ans, il quitte ses éditions qui prennent le nom de La Découverte. Il n'aura désormais plus aucune relation avec celles-ci.
À partir de 1984, François Maspero se consacre à l'écriture et publie Le Sourire du chat. Ce roman, qui se déroule de l'été 1944 à l'été 1945, s'appuie largement sur une expérience autobiographique. Le suivant, Le Figuier, couvre la période 1960-1967, évoquant l'ambiance de la guerre d'Algérie et l'engagement dans les mouvements de libération nationale d'Amérique latine.
Il effectue pour Radio-France des reportages tels que « Cet hiver en Chine » en 1986. En 1989, il fait avec la photographe Anaïk Frantz un « voyage au long cours » sur la ligne B du RER parisien, Les Passagers du Roissy-Express. En 1995, Balkans-transit, en compagnie du photographe Klavdij Sluban, résume cinq ans de voyages entre la mer Adriatique et la mer Noire.
Les personnages de ses livres de fiction se retrouvent tous dans son livre Le Vol de la mésange, traversée d'un demi-siècle et interrogation sur le sens du témoignage. Sa chronique de la conquête de l'Algérie, L'Honneur de Saint-Arnaud, est publiée à Paris et à Alger. Autre chronique historique, L'Ombre d'une photographe, Gerda Taro, fait revivre la compagne de Robert Capa morte à 27 ans devant Madrid en 1937.
Les Abeilles et la guêpe est plus directement autobiographique. À son sujet, l'historien Jean-Pierre Vernant écrit dans La Traversée des frontières : 

« Que les historiens se penchent sur ces pages. Ils y verront à l'œuvre un travail exemplaire — modeste, honnête, rigoureux — pour faire surgir des brumes de la mémoire le socle solide des événements d'autrefois. »

Depuis 1990, François Maspero a rapporté, avec Klavdij Sluban, pour Le Monde, des chroniques de Bosnie (« Les murs de Sarajevo » en 1995, « Retour en Bosnie » en 1998), d'Amérique latine (reportages sur Cuba en 1999, sur les Caraïbes en 2000). On retrouve certains de ces textes, ainsi que ceux sur la Palestine, Gaza, les territoires occupés et Israël, dans Transit & Cie.
En novembre 2001, il publie dans Le Monde un texte de témoignage sur la décennie noire en Algérie.
Il est l'un des organisateurs du tribunal Russell sur la Palestine et membre du comité de parrainage de ce tribunal d'opinion dont les travaux ont commencé le 4 mars 2009.
Dans le même temps, il traduit plusieurs auteurs en langue française, notamment John Reed, Álvaro Mutis, Jesús Díaz, Joseph Conrad ou Arturo Pérez-Reverte.
Il est retrouvé mort à son domicile du 11e arrondissement le 12 avril 2015, et est inhumé au cimetière du Montparnasse (division 3) à Paris, dans le caveau familial.

### Prix
- 2006 : Prix Édouard-Glissant pour l'ensemble de son œuvre

## Œuvres

### Livres
- Le Sourire du chat, roman, 1984
- Le Figuier, roman, 1988[14]
- Les Passagers du Roissy-Express, 1990, photographies d'Anaïk Frantz - prix Novembre
- Paris bout du monde, 1992, texte de l'album de photographies d'Anaïk Frantz
- L'Honneur de Saint-Arnaud, chronique historique, 1993
- Le Temps des Italiens, récit, 1994
- La Plage noire, récit, 1995
- Balkans-Transit, photographies de Klavdij Sluban, chronique d'un voyage, 1997 - prix Radio France internationale, « Témoins du monde »
- Che Guevara, introduction aux photographies de René Burri, 1997
- Les Abeilles et la Guêpe, 2002
- Transit & Cie, récit, La Quinzaine, 2004
- Le Vol de la mésange, nouvelles, 2006
- L'Ombre d'une photographe. Gerda Taro, biographie, Fiction et Cie, 2006
- Des saisons au bord de la mer, roman, Seuil, 2009

### Traductions

#### De l'espagnol
- Eduardo Barrios, L'enfant qui devint fou d'amour, La Fosse aux ours, 1998
- Eduardo Belgrano Rawson, Fuegia, Actes Sud, 1997
- Jorge Luis Borges, Images, dialogues et souvenirs, Seuil, 1984
- Alberto Cardín, Reliques, La Manufacture, 1991
- Luis Cebrián, La Russe, Denoël, 1988
- Iber Conteris, Dix pour cent de votre vie, Actes Sud, 1992
- Álvaro Cunqueiro, Galiciens, Corbeaux et Parapluies, Actes Sud, 1992
- Jesús Díaz,
  - Sibérienne, Gallimard, 2003
  - Les Quatre Fugues de Manuel, Gallimard, 2006
- Domitila, Si on me donne la parole, Éditions François Maspero, 1977
- Juan Goytisolo, Carnet de Sarajevo, La Nuée bleue, 1994
- J. Lezama Lima, Nuit insulaire, Jardins invisibles, revue Caravanes, 1991
- César López, Le Carré circulaire, Maurice Nadeau, 1988
- Ana María Matute, Les Enfants idiots, Sarbacane, 2004
- Eduardo Mendoza
  - L'Année du déluge, Seuil, 1993
  - Sans nouvelles de Gurb, Seuil, 1994
  - Une comédie légère, Seuil, 1998
  - L'Artiste des dames, Seuil, 2002
  - Le Dernier Voyage d'Horatio Deux, Seuil, 2004
  - Mauricio ou les Élections sentimentales, Seuil, 2004
  - Les Aventures miraculeuses de Pomponius Flatus, Seuil, 2008
- Alvaro Mutis
  - Le Dernier Visage, Grasset, 1991
  - Écoute-moi, Amirbar, Grasset, 1992
  - Les Éléments du désastre, Grasset, 1993. Rééditions sous le titre Ainsi parlait Maqroll el Gaviero, Gallimard, 2008
  - Abdul-Bashur, le rêveur de navires, Grasset, 1994
  - Le Rendez-Vous de Bergen, Grasset, 1995
- Arturo Pérez Reverte,
  - Le Cimetière des bateaux sans nom, Seuil, 2001
  - L'Or du Roi, Seuil, 2003
  - Le Gentilhomme au pourpoint jaune, Seuil, 2004
  - Le Hussard, Seuil, 2005
  - Le Peintre de batailles, Seuil, 2007
  - Un jour de colère, Seuil, 2008
  - Corsaires du Levant, Seuil, 2008
  - La Patience du franc-tireur, 2014
- Ena Lucía Portela, Cent bouteilles sur un mur, Seuil, 2003
- Carmen Posadas
  - Petites infamies, Seuil, 2000
  - Le Bon Serviteur, Seuil, 2005
- Raúl Rivero, Signé à la Havane, Reporters sans frontières / La Découverte, 1998
- Augusto Roa Bastos,
  - La Veille de l'Amiral, Seuil, 1995
  - Fils d'homme, Seuil, 1995
  - Contrevie, 1996 - prix de traduction Amédée Pichot de la ville d'Arles
  - Le Procureur, Seuil, 1997
- Fernando Savater, Penser sa vie, Seuil, 2000
- Santiago Sebastián, Le Baroque ibéro-américain, Seuil, 1993
- Luis Sepúlveda,
  - Le Vieux qui lisait des romans d'amour, Métailié, 1992
  - Le Monde du bout du monde, Métailié, 1993
  - Un nom de torero, Métailié, 1994
- Antonio Skármeta, Une ardente patience[15], Seuil, 1986
- Osvaldo Soriano,
  - L'Oeil de la patrie, Grasset, 1995
  - L'Heure sans ombres, Grasset, 1998
- César Vallejo, Poèmes humains suivis de Suivi de Espagne, écarte de moi ce calice, Seuil, 2011
- Manuel Vásquez Montalbán
  - Ou César ou rien, Seuil, 1999
  - Érec ẟ Énide, Seuil, 2004
- Carlos Ruiz Zafón,
  - L'Ombre du vent, Grasset, 2004
  - Le Jeu de l'ange, Laffont, 2009
  - Marina, 2011
  - Le Prisonnier du ciel, 2012

#### De l'anglais
- John Reed,
  - La Guerre dans les Balkans, Seuil, 1996
  - Le Mexique insurgé, François Maspero, 1975, et Seuil, 1996
- Joseph Conrad, Typhon, Librio, 2005

#### De l'italien
- Eraldo Affinati, Terre de sang, Seuil, 1999
- Francesco Biamonti,
  - Attente sur la mer, Seuil, 1996
  - Les Paroles, la nuit, Seuil, 1999
- Renzo Biasion, S'agapo, La Fosse aux ours, 2008
- Silvia Bonucci, Retours à Trieste, Seuil, 2007
- Rita Charbonnier, La Sœur de Mozart, Seuil, 2006
- Paulo Maurensig, La Variante de Lüneburg, Seuil, 1995
- Piero Meldini, L'Antidote de la mélancolie, Plon, 2000
- Mario Rigoni Stern, Pour Primo Levi, La Fosse aux ours, 2007

## Hommages
À l'occasion du cinquantenaire de la création des Éditions Maspero est organisée une exposition, « François Maspero et les paysages humains », coréalisée par Bruno Guichard (directeur de la Maison des Passages, Lyon) et Alain Léger (librairie À plus d'un titre, Lyon), et présentée au musée de l'imprimerie de Lyon du 16 septembre au 15 novembre 2009, à la médiathèque André-Malraux à Strasbourg du 22 novembre 2009 au 8 janvier 2010,.
Elle fait aussi l'objet d'une publication sous le même intitulé, dont les chapitres vont de « L'homme libre, homme livre » à « Une traversée des œuvres de François Maspero ».

### Vocabulaire
- maspérisation

### Films
- Chris Marker, On vous parle de Paris : Maspero. Les mots ont un sens, 1970
- Yves Campagna, Bruno Guichard et Jean-François Raynaud, François Maspero, les chemins de la liberté, Les Films du Zèbre, 2014 (bande annonce)
- frontière intérieure - lecture du quartier de la Goutte d’Or à travers l’oeuvre de François Maspero, documentaire de Claire Ananos (63’ - 2005 - atopic)